# Durham (Anglia)
Durham (ejtsd: darem, IPA: ['dʌrəm]) város és püspöki székhely Északkelet-Angliában, a Wear folyó völgyében. Székesegyháza és vára az UNESCO világörökség részét képezi 1986 óta. A városban székel a nagy hírű Durhami Egyetem. Lakossága 42 939 fő.

## Fekvése
Durham 21 km-re fekszik délnyugati irányban Sunderlandtől. A Wear folyó átszeli a várost és a központjában egy éles kanyart ír le, egy félszigetet képezve. Ezen félsziget dombján épült fel a város magját alkotó vár. A félsziget folyó felőli három oldala meredeken lejt és sűrű ligetek borítják. A város nyugati felén átfolyik a Browney folyó, mely aztán Durhamtól délre a Wearbe torkollik.

## Nevének eredete
Durham neve az óangol dun holm-ból származik, melynek jelentése domb-sziget, ami a Wear folyó által közrefogott dombos félszigetre utal.

## Története
A régészeti kutatások azt bizonyítják, hogy Durham vidéke már az i. e. 2. évezredben lakott vidék volt. A mai város története viszont csak 995-ig vezethető vissza, amikor egy csoport lindisfarne-i szerzetes megtelepedett a Wear folyó kanyarulatában egy templomot építve a közeli Chester-le-Streetből elmenekített Szent Cuthbert ereklyéje számára. A dombon ma is álló székesegyház 1093-ban épült. A vele szemben álló várat a normannok alapították 1071-ben, miután Hódító Vilmos visszatért sikeres skóciai hadjáratából. 1837 óta a vár ad otthont a Durhami Egyetemnek.
A vár építését követő évszázadok során Durham számos csata színhelye volt, hiszen a skót-angol határ közelében feküdt. Az egyik leghíresebb a Neville’s Cross-i csata volt 1346-ban, mely mindössze egy mérföldnyire zajlott a várostól. A középkorban Durhamben székeltek a hercegpüspökök, akiket a király tág adózási és törvénykezési jogokkal ruházott fel, cserében Northumbria és a skót-angol határ védelméért. A hercegpüspökök hatalmát VIII. Henrik angol király kurtította meg, ugyancsak az ő nevéhez fűződik Szent Cuthbert síremlékének elpusztítása. A hercegpüspöki tisztséget végül 1832-ben szüntették meg.
A 19. század elején, a nagy ipari forradalom jegyében illetve a környékbeli gazdag szénkészleteknek köszönhetően Durham lett Nagy-Britannia egyik legjelentősebb bányásztelepülése. A vidék bányászhagyományai szénkészletek elapadása után is fennmaradtak.

## Fő látnivalói

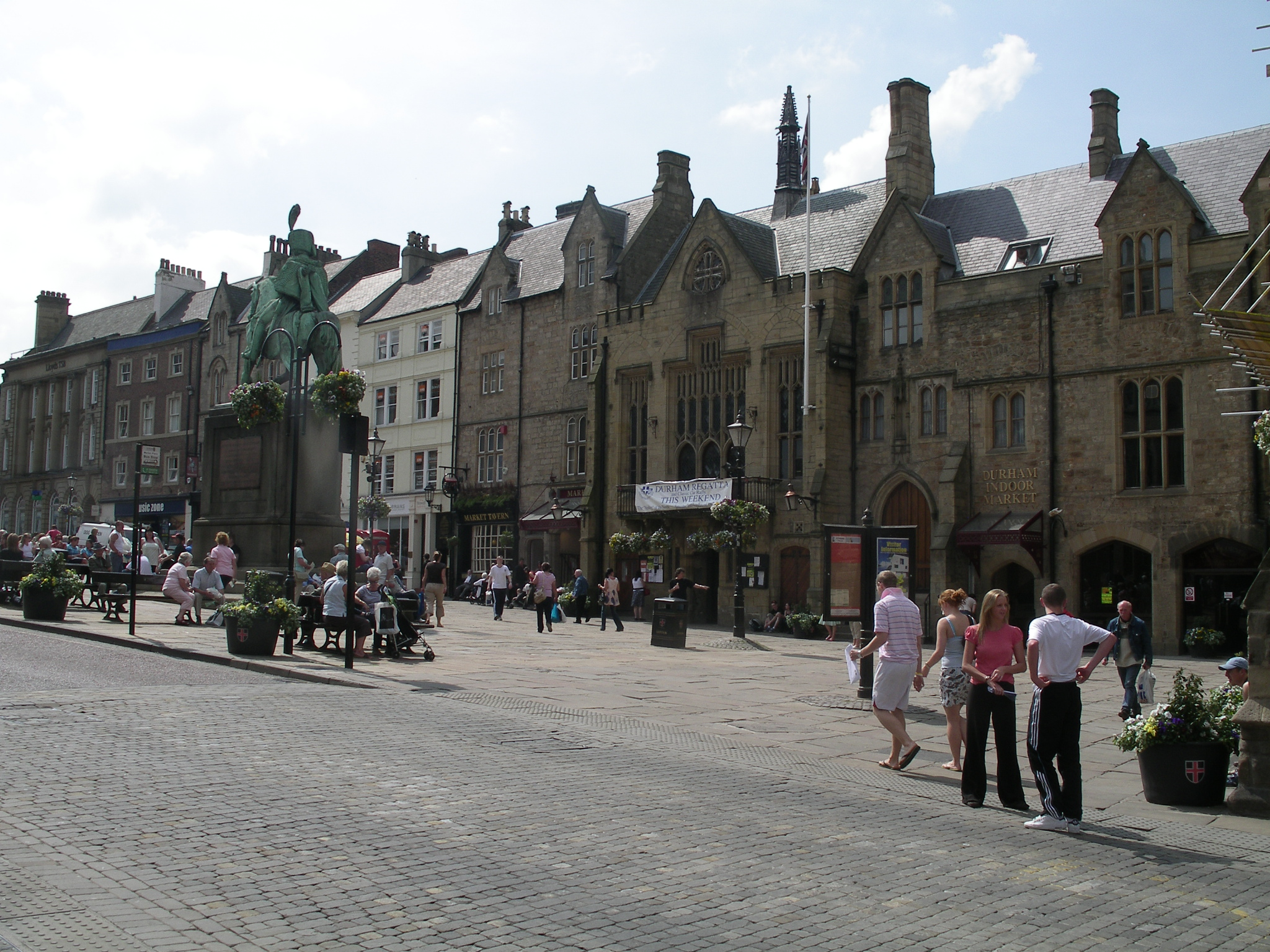
A durhami vásártér

A város fő látnivalói a világörökség részét képező vár és székesegyház. További látnivalók a vásártéren (Market Place) álló városháza és a St. Giles templom.